# Betriebskrankenkasse der Victoria und D.A.S. Versicherungs-Gesellschaften
Die Betriebskrankenkasse der Victoria und D.A.S. Versicherungs-Gesellschaften war eine deutsche bundesweit geöffnete gesetzliche Krankenversicherung aus der Gruppe der Betriebskrankenkassen.
Ihren Ursprung hatte die BKK in den Unternehmen D.A.S. Deutscher Automobil Schutz Allgemeine Rechtsschutz-Versicherungs-Aktiengesellschaft und Victoria Versicherung Aktiengesellschaft. Am 1. Januar 2015 ging sie per Fusion in der Bundesinnungskrankenkasse Gesundheit auf.